# Lekaerts
Lekaerts is een tram- en bushalte van de Brusselse vervoersmaatschappij MIVB, gelegen in de gemeente Evere. De halte ligt op de Leopold III-Laan/A201 ten westen van de wijk Germinal in Evere.

## Tramlijnen
|  | 62 - Kerkhof van Jette - Eurocontrol |

## Buslijnen
|  | 21 - Luxemburg - Maes |

|  | 45 - Sint-Vincentus - Rodebeek |

|  | 65 - Machelen - Centraal Station |

## Plaatsen en straten in de omgeving
- Gemeentehuis van Evere
- Leopold 3 Laan/A201